# El Beid
Der El Beid ist ein Fluss im Nordosten Nigerias und im Norden Kameruns, regional wird er als Ebeji bezeichnet.

## Ursprung
Sein Quellgebiet liegt bei 11° Nord an der Nordflanke des Mandara-Gebirges und er fließt in nördlicher Richtung dem Tschadsee entgegen, den er jedoch seit den 1980er Jahren nur noch saisonal am Ende der Monsunsaison erreicht. Die Größe seines Wassereinzugsgebiets beträgt ca. 22.640 km², im Osten des Bundesstaates Borno und im Westen der Provinz Extrême-Nord.

## Verlauf

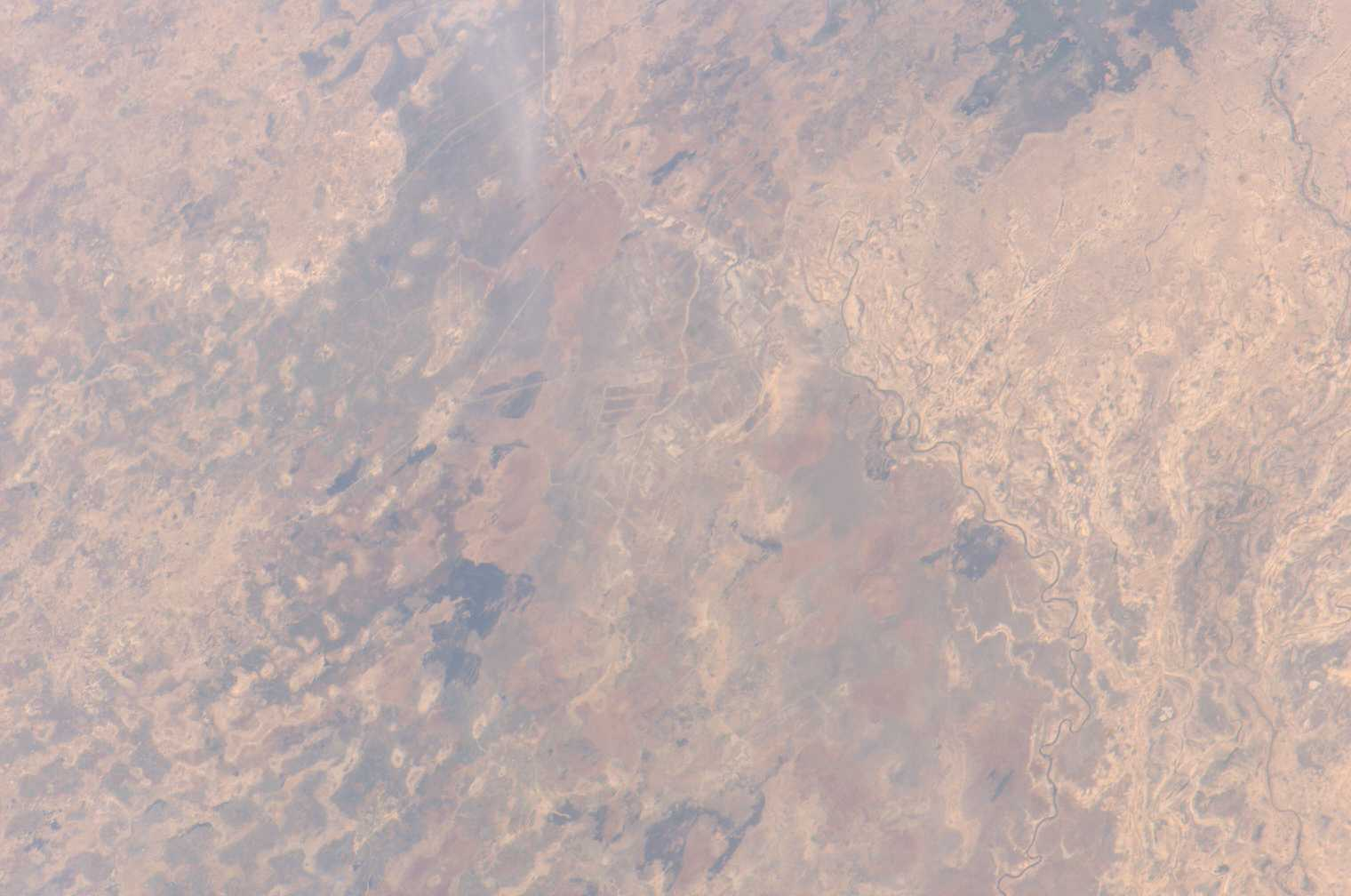
Der mäandernde EL Beid in Nigeria, Aufnahme von der ISS aus dem Jahre 2005

Der Flusslauf des El Beid bildet die Grenze zwischen Kamerun und Nigeria, auf einer Länge von ca. 400 km. Seine Wassermassen erhält er hauptsächlich aus drei Quellen: - dem direkten Abfluss aus dem Quellgebiet, - dem Überflutungsgebiet des Grand Yaeres, das von Logone überschwemmt wird, und dem relativ kleinen Überlauf des Flusses Serbewel. Er gilt zudem als der wasserreichste Fluss im nigerianischen Teil des Tschadbeckens, der in den Tschadsee mündet.

## Hydrologie
Der El Beid bildet am Unterlauf zahlreiche kleinere westwärts fließende Kanäle aus, die jedoch versickern. Währenddessen der Hauptstrom in einem kleinen Delta in den Tschadsee mündet. Die Hauptflutsaison am El Beid beginnt im November, wenn der Grand Yareres abzutrocknen beginnt. In dieser Zeit erhält er in durchschnittlichen Jahren bis zu 150 m³/s Wasser aus der Flut des Logone. Aus diesem hydrologischen Grunde wird der El Beid teilweise auch dem Schari/Logone-Flusssystem zugerechnet, das zusammengenommen dem Tschadsee zwischen 95 und 99 % seiner Wassermassen zuführt. Die jährliche Abflussmenge des El Beid wird mit 1,15 Mrd. m³ angegeben und die durchschnittliche Wassertemperatur variiert zwischen 17 und 27 °C.
Die Durchflussmenge des Flusses wurde in Fotokol, in m³/s gemessen. Im Jahresmittel waren es 45,3 m³/s.